# Chalet marplatense

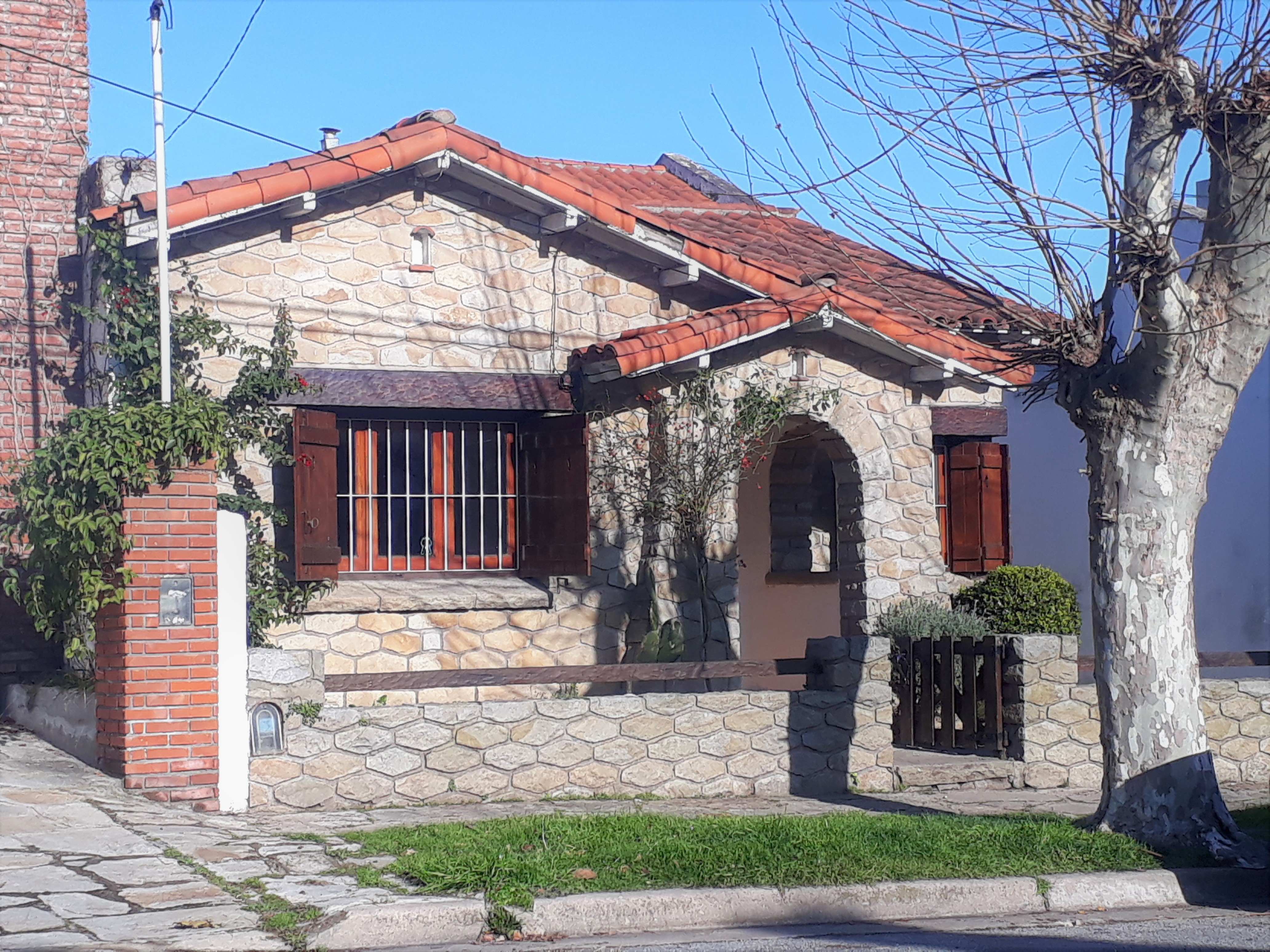
Esempio di chalet marplatense a Mar del Plata

Lo chalet marplatense è una particolare tipologia d'abitazione caratteristica della città di Mar del Plata in Argentina. La diffusione di queste abitazioni, costruite tra gli anni 30 e 50, è estesa anche ai vicini centri di Necochea e Miramar.

## Descrizione
Lo chalet marplatense si distingue per la facciata rivestita in quarzite lavorata "alla Baldassarini", copertura a doppia falda con tegole spagnole e la giustapposizione in facciata di volumi differenti quali portici, abbaini e camini.